# Lumpy Gravy
Lumpy Gravy, publicado el 7 de agosto de 1967 por Capitol Records, es el álbum debut en solitario de Frank Zappa y el tercero junto con los discos de The Mothers of Invention. Fue grabado con un grupo de músicos de cámara que el llamó Abnuceals Emuukha Electric Symphony Orchestra.
En este disco, Zappa no interpreta ningún instrumento, aunque compuso y dirigió a la orquesta montada para el álbum. MGM Records afirmó que la producción y publicación del álbum violaron el contrato de Zappa con Verve Records. Lumpy Gravy fue posteriormente reeditado por Zappa como parte de un proyecto llamado Nothing Comercial Potencial que produjo otros tres álbumes: We're Only in It for the Money, Cruising with Ruben & The Jets y Uncle Meat.

## Lista de canciones

### Versión en vinilo, 1967
| 1. | "Sink Trap"            | 2:45 |
| 2. | "Gum Joy"              | 3:44 |
| 3. | "Up and Down"          | 1:52 |
| 4. | "Local Butcher"        | 2:36 |
| 5. | "Gypsy Airs"           | 1:41 |
| 6. | "Hunchy Punchy"        | 2:06 |
| 7. | "Foamy Soaky"          | 2:34 |
| 8. | "Let's Eat Out"        | 1:49 |
| 9. | "Teenage Grand Finale" | 3:30 |

#### Versión de 1968, parte 1
| 1.  | "The Way I See It, Barry"                     | 0:06 |
| 2.  | "Duodenum"                                    | 1:32 |
| 3.  | "Oh No"                                       | 2:03 |
| 4.  | "Bit of Nostalgia"                            | 1:35 |
| 5.  | "It's from Kansas"                            | 0:30 |
| 6.  | "Bored Out 90 Over"                           | 0:31 |
| 7.  | "Almost Chinese"                              | 0:25 |
| 8.  | "Switching Girls"                             | 0:29 |
| 9.  | "Oh No Again"                                 | 1:13 |
| 10. | "At the Gas Station"                          | 2:41 |
| 11. | "Another Pickup"                              | 0:54 |
| 12. | "I Don't Know If I Can Go Through This Again" | 3:49 |

#### Versión de 1968, Parte 2
| 1.  | "Very Distraughtening"  | 1:33 |
| 2.  | "White Ugliness"        | 2:22 |
| 3.  | "Amen"                  | 1:33 |
| 4.  | "Just One More Time"    | 0:58 |
| 5.  | "A Vicious Circle"      | 1:12 |
| 6.  | "King Kong"             | 0:43 |
| 7.  | "Drums Are Too Noisy"   | 0:58 |
| 8.  | "Kangaroos"             | 0:57 |
| 9.  | "Envelops the Bath Tub" | 3:42 |
| 10. | "Take Your Clothes Off" | 1:53 |

## Personal
| - Arnold Belnick – strings - Harold Bemko – strings - Chuck Berghofer – bass - Jimmy Carl Black – percussion, drums - Jimmy Bond – bass - Monica Boscia – chorus - Dennis Budimir – guitar - Frank Capp – drums - Donald Christlieb – woodwind - Gene Cipriano – woodwind - Vincent DeRosa – french horn - Joseph DiFiore – strings - Jesse Ehrlich – strings - Alan Estes – percussion, drums - Gene Estes – percussion - Louis "Louie The Turkey" Cuneo – chorus - Roy Estrada – bass, chorus - Larry Fanoga – vocals, chorus - Victor Feldman – percussion, drums | - Bunk Gardner – woodwind - James Getzoff – strings - Philip Goldberg – strings - John Guerin – drums - Bruce Hampton – chorus - Jimmy "Senyah" Haynes – guitar - Harry Hyams – strings - Jules Jacob – woodwind - Pete Jolly – piano, celeste, harpsichord - Harold Kelling - vocals - Ray Kelly – strings - Jerome Kessler – strings - Alexander Koltun – strings - Bernard Kundell – strings - William Kurasch – strings - Michael Lang – piano, celeste, harpsichord - Arthur Maebe – French horn - Leonard Malarsky – strings - Shelly Manne – drums | - Lincoln Mayorga – piano, celeste, harpsichord - Ted Nash – woodwind - Richard Parissi – French horn - Glenn Phillips - vocals - Jerome Reisler – strings - Emil Richards – percussion - Tony Rizzi – guitar - John Rotella – percussion, woodwind - Joseph Saxon – strings - Ralph Schaeffer – strings - Leonard Selic – strings - Kenny Shroyer – trombone - Paul Smith – piano, celeste, harpsichord - Tommy Tedesco – guitar - Al Viola – guitar - Bob West – bass - Tibor Zelig – strings - Jimmy Zito – trumpet |

Créditos de producción
- Frank Zappa - compositor, conductor
- Cal Schenkel - arte de tapa

- Datos: Q914620